# 장혜라의 식스센스
장혜라의 식스센스는 전주MBC FM4U(FM 99.1MHz)에서 매주 월요일 부터 토요일 저녁 6시부터 저녁 8시까지 방송중인 라디오 프로그램이다.

## DJ
- 장혜라 (여)

## 코너
- 월요일 : 무엇이든 말해보살, 짧디짧은 짤짤퀴즈
- 화요일 : 뭐든싱어
- 수요일 : 사이코지만 괜찮아
- 목요일 : 요즘 너플 뭐봄?
- 금요일 : 메롱뮤직 - 사연자 신청곡데이
- 토요일 : 새털데이 식스센스, 히든트랙, 후끈화끈신곡